# ایشمامتوو
ایشمامتوو (انگلیسی: Ishmametovo) یک شهرک در شهرستان بورایفسکی باشقیرستان کشور روسیه است.